# Завьяловский ручей
Завья́ловский ручей — малая река Южного административного округа Москвы, левый приток Битцы. Внутри МКАД заключён в подземный коллектор. Ниже кольцевой автодороги проходит в открытом русле к востоку от Курской железной дороги. Название ручья происходит от фамилии Завьялов.
Длина составляет приблизительно 2,5 км, из них на территории Москвы проходит 1,4 км. Площадь водосборного бассейна — 3 км². Исток расположен у пруда рядом с Варшавским шоссе. Водоток проходит в Аннинском лесопарке между шоссе и Дорожной улицей. Впадает в Битцу в 450 метрах юго-восточнее платформы Битца, ниже устья реки Козловки.
В 2014 году в рамках акции «Чистая река» ручей очистили от мусора.